# Gilbert Laws
Gilbert Laws (Tynemouth, 6 de janeiro de 1870 — 3 de dezembro de 1918) foi um velejador britânico, campeão olímpico. Ele competiu nos Jogos Olímpicos de Verão de 1908 na classe 6 Metre e conquistou a medalha de ouro na disputa a bordo do Dormy com Thomas McMeekin e Charles Crichton.
Durante a Primeira Guerra Mundial, ele foi comissionado na Royal Naval Volunteer Reserve e serviu no Mediterrâneo. No início de 1918, sua saúde piorou e, um ano depois, ele morreu em uma casa de repouso para oficiais na Ilha de Wight.